# Loriana Kuka
Loriana Kuka (Peć, Yugoslavia, 5 de abril de 1997) es una deportista kosovar que compite en judo.
Ganó una medalla de bronce en el Campeonato Mundial de Judo de 2019 y dos medallas de bronce en el Campeonato Europeo de Judo, en los años 2019 y 2020. En los Juegos Europeos de Minsk 2019 obtuvo una medalla de bronce en la categoría de –78 kg.

## Palmarés internacional
| Campeonato Mundial | Campeonato Mundial      | Campeonato Mundial | Campeonato Mundial |
| Año                | Lugar                   | Medalla            | Categoría          |
| ------------------ | ----------------------- | ------------------ | ------------------ |
| 2019               | Tokio (Japón)           | Medalla de bronce  | –78 kg             |
| Juegos Europeos    |                         |                    |                    |
| Año                | Lugar                   | Medalla            | Categoría          |
| 2019               | Minsk (Bielorrusia)     | Medalla de bronce  | –78 kg             |
| Campeonato Europeo |                         |                    |                    |
| Año                | Lugar                   | Medalla            | Categoría          |
| 2019               | Minsk (Bielorrusia)     | Medalla de bronce  | –78 kg             |
| 2020               | Praga (República Checa) | Medalla de bronce  | –78 kg             |